# Ipomoea involucrata
Ipomoea involucrata är en vindeväxtart som beskrevs av Ambroise Marie François Joseph Palisot de Beauvois. Ipomoea involucrata ingår i släktet praktvindor, och familjen vindeväxter.

## Underarter
Arten delas in i följande underarter:
- I. i. bicolor
- I. i. ex
- I. i. burttii

## Bildgalleri

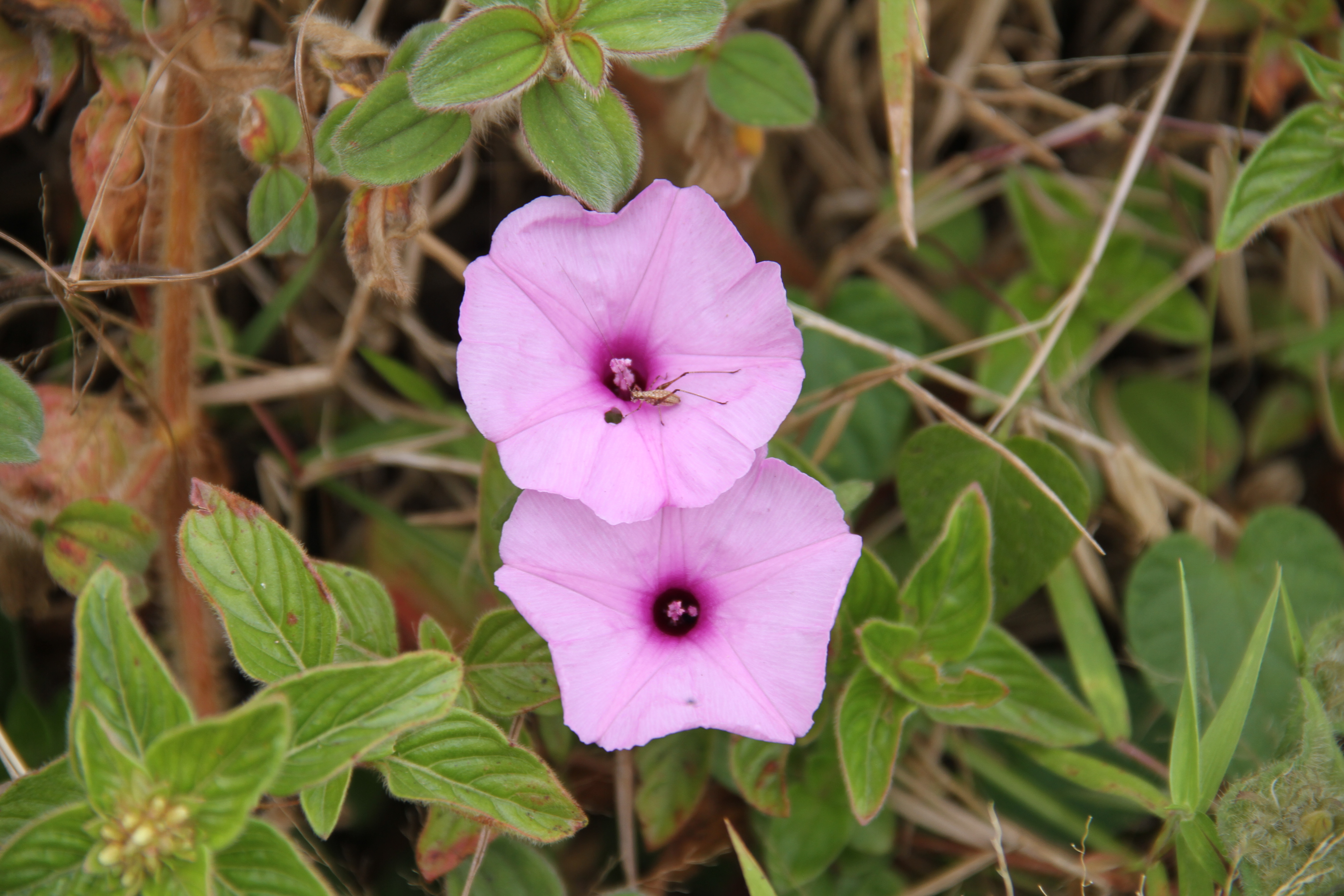
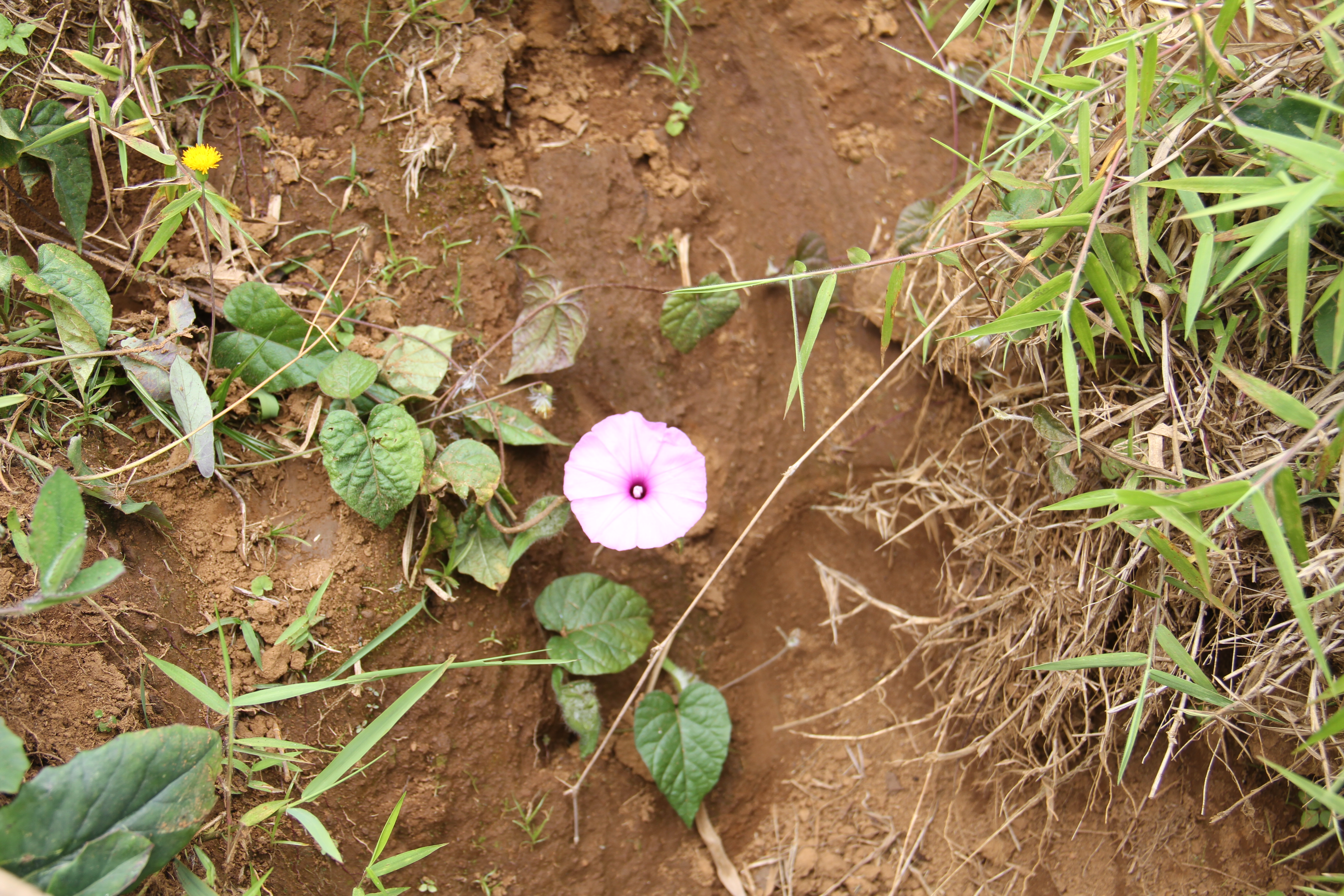